# Marås och Käringagärde
Marås och Käringagärde är en av SCB avgränsad och namnsatt småort i Gnosjö kommun i Jönköpings län. Den omfattar bebyggelse i Marås och Käringagärde i Gnosjö socken, belägna öster om Gnosjö och väster om Hillerstorp invid länsväg 151.